# Operacja Sunrise (wojna wietnamska)
Operacja Sunrise – pierwsza faza szeroko zakrojonej ofensywy Wietnamu Południowego przeciwko siłom Vietcongu zlokalizowanym ok. 65 km na północ od Sajgonu. Operacja rozpoczęła się w dystrykcie Bến Cát a zakończyła się w prowincjach Tây Ninh i Phước Tuy. W ramach szerszej ofensywy pod kryptonimem „Hearts and Minds” operacja Sunrise nie przyniosła w pełni oczekiwanych rezultatów, ponieważ miejscowe chłopstwo nieprzychylnie patrzyło na działania wojskowych. To właśnie podczas tej operacji powstał termin ,,strategicznych osad''.

## Strategiczne osady
W 1961 roku powstał Narodowy Front Wyzwolenia Wietnamu Południowego. WK wspierany przez rząd Wietnamu Północnego opracował nową strategię destabilizacji Wietnamu Południowego w celu wywołania ogólnokrajowego powstania i konwencjonalnej inwazji Północy. Strategia WK opierała się na opanowywaniu terenów wiejskich. Aby zapobiec temu procesowi, rząd południa rozpoczął program budowy nowych,strategicznych wiosek w bezpiecznych miejscach. Program był wdrażany przez rząd południa przy współpracy z agentami CIA. Program z założenia był poprawny, ale błędna okazała się jego implementacja. Zamiast przekonywać wieśniaków do współpracy, rząd Sajgonu wykonywał przesiedlenia siłą. Jeżeli mieszkańcy nie chcieli opuszczać ziemi swoich przodków, siłą przesiedlano ich do nowo wybudowanych osad. Gotowość rodzin do przeprowadzek okazała się wątpliwa. 
WK zdał sobie sprawę z niezadowolenia chłopów i coraz śmielej wykonywała ataki. Około 50 wiosek w rejonie Bến Cát zostało zajęte przez bojowników WK. Prezydent Ngô Đình Diệm postanowił działać.

## Operacja
Prezydent Ngô Đình Diệm nakazał bombardować wioski zajęte przez WK. Bombardowania były prowadzone przez Siły Powietrzne Republiki Wietnamu, jednakże z czasem do nalotów dołączyło USAF. Następnie do wiosek wjechały południowowietnamskie czołgi lekkie, aby ostatecznie zniszczyć komunistyczne bojówki.
Wioski zostały odbite z rąk komunistycznych, jednakże naloty bombowe spowodowały niechęć ludności cywilnej do wojska. Popularność armii spadła ze względu na ofiary w ludności cywilnej, co spowodowało zmniejszenie poparcia dla Ngô Đình Diệma.